# Helmut Cämmerer
Helmut Cämmerer   (Hamburg, 5 de maig de 1911 - Buchholz in der Nordheide, 4 d'octubre de 1997) fou un piragüista alemany que va competir durant la dècada de 1930.
El 1936 va prendre part en els Jocs Olímpics de Berlín, on guanyà la medalla de plata en la competició del K-1 1000 metres del programa de piragüisme.
En el seu palmarès també destaquen dos campionats nacionals de K-1 i una medalla de plata al Campionat del món en aigües tranquil·les de 1938.